# Полишино
Поли́шино (бел. Палішана) — деревня в составе Ленинского сельсовета Горецкого района Могилёвской области Республики Беларусь.
До 7 сентября 2000 года деревня входила в состав Ленинского сельсовета, до 20 ноября 2013 года — в составе Ходоровского сельсовета.

## Население
- 1999 год — 13 человек
- 2010 год — 8 человек